# Felix Costa Laurent
Félix Costa Laurent fue un político peruano.
Nació en Tarma en 1861, sus padres fueron Andrés Severo de las Mercedes Costa Remón y Benita Pauline Laurent y Urréjola. Participó en la Campaña de la Breña bajo el mando de Andrés Avelino Cáceres formando parte del grupo conocido como la "Ayudantina". Luego de la Guerra del Pacífico, se mantuvo en las filas caceristas durante la Guerra Civil de 1884. En 1891 se casó con Virginia Ortíz de Villate y Laurent en Lima.
Fue elegido diputado suplente por la provincia de Tarma en 1901 hasta 1906 durante los gobiernos de Eduardo López de Romaña, Manuel Candamo, Serapio Calderón y José Pardo y Barreda.
En 1915, fue nombrado Prefecto del Cusco. Falleció en Lima en 1935.